# Nextel Communications
Nextel Communications, Inc. es un operador de servicio inalámbrico que se fusionó y fue subsidiaria de propiedad total de Sprint Corporation. Tenía su sede en Reston, Virginia, Estados Unidos. Nextel en Latinoamérica es parte de NII Holdings, Inc., una empresa independiente, que cotiza en bolsa y no es propiedad de Sprint Corporation.
Nextel Communications tiene sus raíces en 1987 con la fundación de FleetCall por Morgan O'Brien, Brian McAuley, Chris Rogers, y Peter Reinheimer. FleetCall cambió su nombre por el de Nextel Communications, Inc. en 1993. 
Nextel prestó servicios digitales, inalámbricos de comunicaciones, inicialmente centrada en la flota y despacho a los clientes, pero más tarde se comercializaría a todos los potenciales clientes inalámbricos. La red de Nextel opera en la banda de 800 MHz Specialized Mobile Radio y la tecnología iDEN utilizada desarrollado por Motorola. La red iDEN de Nextel ofreció un servicio push-to-talk "walkie-talkie", entonces la única función, además de dirigir las llamadas de voz realizadas. Nextel fue uno de los primeros proveedores en los Estados Unidos para ofrecer una cobertura nacional de cobertura celular digital.
Antes de la fusión con Sprint Corporation en 2005, Nextel Communications, Inc. era una compañía que cotizaba en bolsa. Las acciones cotizan en el NASDAQ bajo el símbolo NXTL.
En el momento de su fusión con Sprint Corp. 2005, Nextel tenía más de veinte millones de suscriptores en los Estados Unidos, y tuvo presencia en 198 de los 200 mercados principales. Nextel Communications, Inc. ofreció servicios de postpago (planes) bajo la marca Nextel y servicios de prepago bajo la marca Boost Mobile.
A finales de 2010, Sprint Nextel anunció sus planes de desmantelamiento de la red iDEN de Nextel; el 30 de mayo de 2012, Sprint Nextel anunció que iba a cerrar la red de Nextel ya en junio de 2013. La red de Nextel se cerró oficialmente en Estados Unidos a las 12:01 a. m. el 30 de junio de 2013 y Sprint continuó desplegando equipos LTE en el espectro de 800 MHz antiguamente utilizado por la red iDEN, mientras que en otros países continuó operando. El 15 de septiembre de 2014 NII Holdings Inc, hizo una presentación voluntaria apegada al Capítulo 11 de la Ley de Quiebras de Estados Unidos en una corte con sede en Nueva York para reestructurar deudas por más de cinco mil millones de dólares.
La empresa desde 2013 se llamó simplemente Sprint Corporation. Sprint Corporation continuó ofreciendo servicios de prepago bajo la marca Boost Mobile y también ofrece servicios push-to-talk como Sprint Direct Connect utilizando equipos CDMA. En 2020 Sprint se fusionó con T-Mobile Estados Unidos.